# Левадне (Синельниківський район)
Левадне (до 1 квітня 2016 — Ци́кове) — село в Україні, у Синельниківському районі Дніпропетровської області. Входить до складу Покровської селищної громади. Населення становить 953 осіб. Орган місцевого самоврядування — Покровська селищна рада.

## Географія
Село Левадне знаходиться на правому березі річки Вовча, вище за течією на відстані 1 км розташоване село Чорненкове, нижче за течією на відстані 6 км розташоване село Романки, на протилежному березі — село Катеринівка. На відстані 1 км розташований селище Покровське. Поруч проходить автомобільна дорога Т 0401.

## Історія
На північний захід від Покровського, на правому березі Вовчої, де розкошували густі терни й шелюги, в 1869 році з'являються перші поселенці. Всі вони — вихідці з Покровського: Г. М. Шульга, М. Хитрий, Кісенко з синами Микитою і Йосипом. Тоді ж сюди переселилися Пилип і Демид Іщенки, три брати Вакуленки — Петро, Омелько та Оксеній. Трохи згодом мешканцями цих сіл стають Пилип Логвиненко, Гнат Хотюн, Тимофій Ляшенко…
За прізвищем першого поселенця хутір назвали Шульгиним. Землю наділяли лише на чоловіків. Кожні 9 років проводився переділ землі.
Ось що пригадують найстаріші мешканці села Левадне (сучасна назва) М. Г. Данильченко, О. М. Коваленко та І. Г Шелест. У минулому село було розбите на кілька кутків, що мали свої назви. Драний, він же — Шульгин хутір, звідки й почалося майбутнє село. Це — місцевість від повороту на село Катеринівку й до самої Катеринівки.
Пушкарівка — центр села, Причепилівка — від початку села збоку Покровського й до клубу. Мазничанівка — територія між тваринницькою фермою і поворотом на Катеринівку.
Навколо села — обширна піщана ділянка, засаджена шелюгами. Це були землі державної дачі, або ж просто державні землі. Шелюг садила Покровська община. Поселенцям виділяли левади, які мали назви від прізвищ господарів: Зотова, Півнева, Різунова, Мокрієва і т. д.
Працелюбні мешканці на цих землях вирощували баштани, яблука, груші, сливи, вишні, бо хоч земля й піщана, та вода стояла неглибоко.
Шелюг, за спогадами старожилів, ріс високий, товстий, трави були густі, розкішні. Пасти корів у шелюгах заборонялося. За станом насаджень наглядали лісники. Цікаво, що до води дістатись було легко — достатньо прорити пісок сантиметрів на 50, як звідти починала бити джерельна вода. У шелюгах було кілька озерець, в одному з них Рудевому, навіть можна було купатися.
Після Столипінської реформи на вільні землі поблизу села виходять нові поселенці з Покровського. Дехто знаходив собі притулок у пісках, між Шульгиним і Чорненковим хуторами. Пізніше ці люди переселилися на кращі землі.
Після окупації України Червоною Армією та встановлення окупаційного радянського режиму Шульгин хутір дістав статус села і назву Цикове на честь більшовика, учасника боротьби проти влади Української Народної Республіки на Покровщині П. М. Цикова. Третя хвиля переселенців з Покровського виникла на початку 20-х років, коли нова влада почала наділяти селян землею.
За станом на 1923 рік, у Левадному мешкало 280 чоловік. Почався, так званий, НЕП (нова економічна політика). Нормалізувалася податкова система, відносини держави з селянином сприяли зростанню добробуту останніх. Працювали важко, від зорі до зорі, однак злигодні, бідність поступово відступалися від хліборобів. Одним із найбільш заможних мешканців села був перший поселенець — Шульга з синами.
У 1929 році на землях нинішнього колгоспу «Побєда» виник колгосп «Нове життя». Першим головою було обрано А. М. Грипася. Відділенням, що існувало на території Левадного, керував М. І. Паршенко, помічником був І. С Тимощенко.
У 1934 році на базі колгоспу «Нове життя» було створено декілька нових колгоспів, у тому числі й колгосп ім. Цикова. До нього ввійшли всі мешканці села. Очолював колгосп (по січень 1936 року) Й. Х. Шмалій. Пізніше головою був Ф. З. Дорощенко, а потім, до початку війни — І. Савченко.
За спогадами старожилів, під час організації колгоспу в селі діяли «буксирні бригади», які забирали в людей лишки зерна, а часто-густо й те, що люди лишали на прожиток, навіть квасолю, горох, гарбузове насіння. Вітчим М. Г. Данильченка виплів з шелюгу великого кошика, наповнив його зерном кукурудзи та й закопав під яслами корови. Буксирники знайшли схованку, вітчима забрали в Покровське, туди ж звозили всіх «саботажників». Багатьох загнали у вагони й відправили до «білих ведмедів». А вітчима — він мав хворі ноги — відпустили, бо кому потрібний каліка? Переказали в хутір, щоб приїхали забрали додому… Житель села Омеляненко здав у колгосп практично все. Собі ж купив пару баских, породистих коней — мрію свого життя. Віддати їх у колгосп відмовився, за що був розкуркулений І разом з сім'єю вивезений за межі району. Були розкуркулені сім'ї Забірків, Потапенків, Ляшенків, Тицьких…
Колгосп у Левадному потроху спинався на ноги, та в 1932 році почався голод. Колгосп виконав план хлібоздачі, тут йому довели ще й зустрічний план. Вправився й з цим — нав'язали додатковий… Так продовжувалося доти, доки не здали навіть посівний матеріал. На трудодні, ясна річ, давати було нічого. У кого вдома була хоч корівчина, той мав порятунок. Чимало селян померло від голоду. О. М. Коваленко, Д. А. Каліберда, М. П. Федоренко… "Важко починався 1933 рік, — пригадує М. Ґ. Данильченко, — люди вмирали постійно. Йшла якось вулицею навесні Сергієнко Галина, дивиться, у дворі Федоренків повзає по травичці дівчинка років п'яти. Рве траву та й пхне в рота. Зайшла жінка в двір, а потім у хату, а там — мертва мати дитини. Забрала жінка дитину до себе, усиновила, виростила, заміж віддала. Жива й зараз ця дівчина, звичайно, немолода вже жінка — Забірко Анюта. Брата Анюти Петра взяв до себе Зуб Авраам з Покровськоґо.
Як пригадує О. М. Коваленко, бувало, здохне тварина, не встигнуть землею пригорнути, як люди розривають й розтягують її на шматки. Доводилось виставляти охорону…
Виживали хто як міг Навесні рвали і їли лопуцьки, щавель на солонцях, кропиву в шелюгах, ловили ракушки в річці… Багато люду подалося в світ широкий на заробітки.
Та минулося й це лихоліття. Оживали духом люди, оживало село. Ще в кінці 20-х на початку 30-х років почали садити лісосмуги, гай, що носить назву «Ярина». Завели спеціальний розсадник, у якому вирощували саджанці декоративних і фруктових дерев, квіти. Дерева садили вручну. Колгосп мав пасіку, примітивний миловарний завод, кузню, столярну майстерню. І скрізь працювали тямущі люди, які знали й любили свою справу.
У другій половині 30-х років колгосп придбав 2 автомашини. Водіями були І. С. Безуглий і С. М. Коломоєць. Проте основним тяглом все ж були коні і воли. Правда, вже діяли МТС, що допомагали колгоспникам в обробітку землі. Трактористами працювали циківчани М. Шульга та Я. Шарун. Першою жінкою-комбайнером у Левадному була М. М. Коломоєць. Пшеницю сіяли рано навесні вручну.
Ґрунт заволочували, і зерно проростало. Це була, так звана, надрання сівба. Невтомно працювали на колгоспних полях В. Зелёнько, О. Ляшенко, О. Кравченко, М. Погвиненко, Г. О. Мокрій, О. Коваленко, М. Кісенко… Їх називали стахановцями. Невпинно гула молотарка, за роботу якої відповідав В. П. Логвиненко. Бригадиром рільничої бригади працював Х. І. Мокрій.
Колгосп імені Цикова здійснював шефство над вдовою П. М. Цикова, яка мешкала в с. Олександрівці. Була в Левадному і школа, правда, її класи знаходилися в різних кінцях села в селянських хатах. Вчителькою працювала Ф. В. Тимощенко. У вечірні часи діяв лікбез, адже населення в основній масі було неписьменним. Завідував лікбезом І. С. Тимощенко.
У клубі (колишня хата Іщенків) ставили п'єси, показували кінофільми. Кіномеханіком був М. С. Омеляненко. Цей чоловік залюбки давав сеанс, ще й політінформації проводив. Були й танці під гармошку.
Одна з трудівниць колгоспу ім. Цикова О. М. Дячишина за високі показники в роботі була удостоєна честі відвідати ВДНГ в Москві. їздила не сама — право побувати на виставці отримало ще 12 покровчан. У Москві їх приймали гостинно, показали всю виставку, водили в мавзолей В. І. Леніна, у театр, катали на пароплаві по річці Москві. Коли від'їздили додому, почалася війна…
Ще напередодні війни в селі побудували клуб, контору, бібліотеку, виділили приміщення під магазин. Продавцем працював Т. Т. Коломоєць. Було збудовано приміщення ферми, інші будівлі. На трудодень у колгоспі видавали до 3 кг пшениці. Місячна зарплата колгоспника становила близько 60 крб. Була в селі пекарня, де пекли хліб для механізаторів. Під час жнив обіди готували безпосередньо в бригадах. Дорослим допомагали школярі. Разом з учителькою М. С. Кравченко вони збирали колоски. Впродовж дня їх знаходили стільки, що намолочували до 6 центнерів зерна. А ще, коли зернові тільки-но починали колоситися, діти у пляшечки з водою збирали жуків-кузьок. За це колгосп розраховувався з ними цукерками.
У колгоспі вирощували зернові культури, займалися тваринництвом. Землі мали 1464 гектари, з них — орної 786 гектарів. Дійну череду обслуговувало 10 доярок. Був у колгоспі хороший сад, виноградник. Цікавий факт: у польовій бригаді вирощували таку технічну культуру, як коксагиз, на заводах з його коріння виготовляли гуму. Літні люди пригадують, що це була досить трудомістка праця.
Колгосп мав 2 автомашини ГАЗ АА, 4 букери, 22 полілки, 16 лобогрійок, 2 кінних граблів, 15 віялок, 1 трієр, 40 бричок, 1 дроги і 1 тачанку, 6 бідарок, 3 двигуни, 2 пожежні автомобілі тощо
У господарстві налічувалося 240 голів ВРХ, 146 робочих коней, 580 овець, 198 свиней, 820 штук курей, 500 штук гусей, 50 бджолосімей і т. д.
З початком війни худобу евакуювали в тил країни. Збитки, заподіяні війною господарству, становили 13,5 мільйона карбованців (архівні дані).
З початком війни чоловіки пішли боронити Вітчизну. В селі залишилися жінки, літні люди, діти. У жовтні село було окуповане німецькими загарбниками. Колгоспів окупанти не розпускали, навпаки змушували населення працювати на себе.
Тих, хто робив абияк чи ухилявсь від роботи, німці карали, так би мовити, руками самих селян. Вони давали їм батоги (пльотки) і під страхом смерті змушували нещадно бити один одного до крові… Зерно, худобу, іншу живність регулярно відправляли до Німеччини.
Та ще більшим лихом було те, що в Німеччину силоміць гнали молодь, всіх, кому виповнилося 15 та більше років. 60 молодих циківчан сповна відчули на собі тягар підневільної праці, «принади» життя в ярмі, на далекій чужині. Багато хто з молоді ще на шляху до Німеччини стрибав з поїзда, втікав додому, однак поліцаї виловлювали непокірних і знову відправляли в рабство до рейху.
Головою колгоспу при німцях був якийсь Іваницький, бригадиром — Г. Кісенко. Під час окупації поблизу Рудевого озера німці вбили двох полонених червоноармійців. У 60-ті роки їх останки були перепоховані на меморіальному кладовищі в Покровському.
… Одним з перших ввірвався в Покровське на своєму танку В. Я. Починський — уродженець с. Левадне. Л. П. Підріз, Г. Ф. Калмиков, П. Р. Мицик, М. П. Федоренко… По нагородах цих ветеранів з с. Левадне можна було б вивчати географію Європи.
На Дошці пам'яті, що в будинку культури села, прізвища 176 чоловік. Це — односельці, що навіки лишилися молодими…
Н. Х. Комісар розповіла, що коли в 45-му вона повернулася з німецької неволі, то побачила на полі один-єдиний тракторець. Працювали на ньому Кость Легкодух і Ніна Черненко.
Для того, щоб підняти господарство з руїн, потрібні були колосальні зусилля. А тут — 1947 рік, жахлива посуха. Громадську худобу рятували в Дніпровських плавнях. На заготівлю соломи, інших грубих кормів циківчан и їздили аж на Кубань.
А чого була варта політика по відношенню до селянина, як душили його податками!.. Маєш фруктове дерево — плати, не платиш — вирубуй садок. Саме так вчинив батько Н. Д. Шелест — один з перших колгоспних садівників. Мав він хороший і власний садок, та, щоб сплатити за нього податок, мусив спочатку продати корову. Наступного ж року вже нічого було продавати. Тож з невимовним душевним болем садівник мав брати трактора й викорчовувати своє дітище…
… А ще я думаю не було б такої політики, може б, оте, так зване, «воєнне» покоління зросло фізично міцнішим, довговічнішим, бо що ж воно бачило в дитячу пору? Голод і злидні…
Нелегко доводилось і вчителям. Навчання проводили у 2 зміни, увечері замість такого звичного нині електросвітла — гасові лампи. Не вистачало підручників, зошитів, чорнила, крейди… Писали на обгортковому папері, чорнило робили з ягід бузини. У старому клубі в 1947 році влаштували для дітей ялинку. А щоб надати їй святковості, вчителі всю ніч пекли дітям печиво. Колгосп виділив трохи борошна, цукру, олії, хтось приніс металеві формочки: коники, півники, зірочки. Кожен учень одержав по 10 таких гостинців. Хоч на ялинці висіли простенькі саморобні іграшки, свято вийшло радісним. Силами учнів було поставлено концерт, потім роздавали подарунки. їх одержали всі, навіть дошкільнята.
Після війни в сусідньому селі Чорненкове працював цех по Виробництву плетених меблів. Плели столики, стільці, ліжечка для дітей і таке інше. Сировиною служили шелюг і лоза. Ціни на такі меблі були доступні селянам, вони охоче їх купували.
На початку 50-х років відбулося об'єднання колгоспів ім. Цикова та сусіднього — ім. 3-го кавполку.
Головою правління був обраний І. Г. Кісенко. У ті ж роки тут почали поселятися вихідці із Західної України.
У середині 50-х років було ліквідовано непосильні податки, збільшено оплату трудодня. В 1954 році подружжя Шелестів перше в селі збудувало новий будинок. На початку 60-х років село Левадне було електрифіковане. В 1967 році справила новосілля школа, яку будували всім селом (толокою). Ще в 50-ті роки почали діяти фельдшерсько-акушерський пункт та філіал районного побут комбінату.
Добробут колгоспників з кожним роком зростав. В 1967 році працю трудівників села почали оплачувати грошима, селяни отримали право на щорічні відпустки. Колгоспники були зацікавлені у своїй праці. У відповідності до трудового внеску одержували зарплату, винагороди.
Ще більше розквіту Левадне зазнало в 70-ті роки. Було заасфальтовано вулиці, село почало масово забудовуватися (по 10-12 будинків щороку). Пізніше відбулася газифікація села. Крім школи, у Левадному збудували магазин, клуб, ферми.
Коли в 1983 році в селі закрили школу, у її приміщенні, за ініціативою бригадира будівельників М. Дрогобецького, було обладнано спортивний клуб. Значну допомогу в обладнанні подала молоді тодішній економіст колгоспу «Побєда» П. В. Негретова. Самі будівельники, власне кажучи, і провели цю реконструкцію. Й до цього часу працює спортклуб. Спорт у селі — у великій пошані. Незважаючи на скрутний час, з новою силою запрацював сільський клуб, який очолила В. І. Бороздіна, бібліотека.
В селі діє спортивна школа.
У 2016 році село Цикове було перейменовано на Левадне.
12 червня 2020 року, відповідно до розпорядження Кабінету Міністрів України № 709-р від «Про визначення адміністративних центрів та затвердження територій територіальних громад Дніпропетровської області», увійшло до складу Покровської селищної громади.
19 липня 2020 року, в результаті адміністративно-територіальної реформи і ліквідації Покровського району, село увійшло до складу новоутвореного Синельниківського району.

## Населення
Згідно з переписом УРСР 1989 року чисельність наявного населення села становила 937 осіб, з яких 464 чоловіки та 473 жінки.
За переписом населення України 2001 року в селі мешкало 950 осіб.

### Мова
Розподіл населення за рідною мовою за даними перепису 2001 року:
| Мова            | Кількість | Відсоток |
| --------------- | --------- | -------- |
| українська      | 934       | 98.01%   |
| російська       | 10        | 1.15%    |
| білоруська      | 4         | 0.42%    |
| інші/не вказали | 4         | 0.42%    |
| Усього          | 953       | 100%     |